# Lajos Tichy
Lajos Tichy (Budapest, 21 de marzo de 1935-Budapest, 6 de enero de 1999) fue un futbolista internacional y entrenador húngaro. Durante toda su carrera, tanto como futbolista como de entrenador, permaneció únicamente en el Budapesti Honvéd. Jugó como delantero y es el cuarto máximo goleador de la historia de la selección húngara con 51 goles.

## Carrera profesional
Tichy debutó con el Honvéd el 7 de marzo de 1953 en un partido ante el Salgótarján BTC, aunque comenzó el partido desde el banquillo de suplentes. En el equipo del Honvéd aún militaban jugadores como József Bozsik, Sándor Kocsis y Zoltán Czibor. Tichy entró en el minuto 58 con empate a un gol y anotó su primer gol en ese partido, que acabó ganando el Honvéd por 3-1.
En el Honvéd hizo historia al permanecer toda su carrera deportiva hasta su retirada en 1971, tras disputar 320 partidos de liga y anotar 247 goles. Durante su carrera ganó dos campeonatos de liga con el Honvéd en 1954 y 1955, fue el máximo goleador en cinco temporadas, ganó una Copa de Hungría y una Copa de Europa Central. Con la selección húngara disputó las Copas del Mundo de 1958, 1962 y 1966, así como la Eurocopa de 1964 en la que acabaron en tercera posición.
Como entrenador comenzó dirigiendo a los equipos juveniles del Honvéd hasta que se proclamó campeón con el primer equipo en la liga 1979-80. Apodado Nemzet bombázója (El bombardero nacional), falleció en 1999 a los 63 años de edad y es uno de los futbolistas más recordados en el club.

## Estadísticas de su carrera

### Club
| Club                    | Temporada | Liga     | Liga  | Liga  | Copas Nacionales | Copas Nacionales | Torneos Internacionales | Torneos Internacionales | Total | Total |
| Club                    | Temporada | División | Part. | Goles | Part.            | Goles            | Part.                   | Goles                   | Part. | Goles |
| ----------------------- | --------- | -------- | ----- | ----- | ---------------- | ---------------- | ----------------------- | ----------------------- | ----- | ----- |
| Budapest Honvéd Hungría | 1953      | NB I     |       |       |                  |                  |                         |                         |       |       |
| Budapest Honvéd Hungría | 1954      | NB I     | 13    | 8     |                  |                  |                         |                         | 13    | 8     |
| Budapest Honvéd Hungría | 1955      | NB I     | 15    | 12    |                  |                  |                         |                         | 15    | 12    |
| Budapest Honvéd Hungría | 1956      | NB I     | 14    | 9     |                  |                  | 1                       | 0                       | 15    | 9     |
| Budapest Honvéd Hungría | 1957      | NB I     | 11    | 6     |                  |                  |                         |                         | 11    | 6     |
| Budapest Honvéd Hungría | 1957–58   | NB I     | 24    | 14    |                  |                  |                         |                         | 24    | 14    |
| Budapest Honvéd Hungría | 1958–59   | NB I     | 22    | 15    |                  |                  |                         |                         | 22    | 15    |
| Budapest Honvéd Hungría | 1959–60   | NB I     | 25    | 26    |                  |                  |                         |                         | 25    | 26    |
| Budapest Honvéd Hungría | 1960–61   | NB I     | 25    | 21    |                  |                  |                         |                         | 25    | 21    |
| Budapest Honvéd Hungría | 1961–62   | NB I     | 23    | 23    |                  |                  |                         |                         | 23    | 23    |
| Budapest Honvéd Hungría | 1962–63   | NB I     | 20    | 20    |                  |                  |                         |                         | 20    | 20    |
| Budapest Honvéd Hungría | 1963      | NB I     | 12    | 13    |                  |                  |                         |                         | 12    | 13    |
| Budapest Honvéd Hungría | 1964      | NB I     | 25    | 28    |                  |                  | 2                       | 0                       | 27    | 28    |
| Budapest Honvéd Hungría | 1965      | NB I     | 20    | 20    |                  |                  | 6                       | 7                       | 26    | 27    |
| Budapest Honvéd Hungría | 1966      | NB I     | 15    | 8     |                  |                  |                         |                         | 15    | 8     |
| Budapest Honvéd Hungría | 1967      | NB I     | 12    | 7     |                  |                  |                         |                         | 12    | 7     |
| Budapest Honvéd Hungría | 1968      | NB I     | 7     | 0     |                  |                  |                         |                         | 7     | 0     |
| Budapest Honvéd Hungría | 1969      | NB I     | 16    | 3     |                  |                  |                         |                         | 16    | 3     |
| Budapest Honvéd Hungría | 1970      | NB I     | 7     | 5     |                  |                  |                         |                         | 7     | 5     |
| Budapest Honvéd Hungría | 1970–71   | NB I     | 12    | 4     |                  |                  | 2                       | 0                       | 14    | 4     |
| Total                   | Total     | Total    | 318   | 242   | -                | -                | 11                      | 7                       | 329   | 249   |

## Palmarés

### Jugador

#### Budapest Honvéd
- Nemzeti Bajnokság I: 1954, 1955
- Copa de Hungría: 1964
- Copa Mitropa 1959

#### Hungría
Copa Internacional de Europa Central: Subcampeón: 1955-60

### Individual
- Máximo goleador de la Copa Internacional de Europa Central: 1955-60
- Máximo goleador de la Copa Mitropa: 1959

#### Goles internacionales
La lista de goleadores de Hungría aparece en primer lugar.
| N.º | Fecha                    | Sede                      | Oponente             | Resultado | Competición                                        |
| --- | ------------------------ | ------------------------- | -------------------- | --------- | -------------------------------------------------- |
| 1   | 8 de mayo de 1955        | Oslo, Norway              | Noruega              | 5–0       | Amistoso                                           |
| 2   | 19 de mayo de 1955       | Helsinki, Finland         | Finlandia            | 9–1       | Amistoso                                           |
| 3   | 19 de mayo de 1955       | Helsinki, Finland         | Finlandia            | 9–1       | Amistoso                                           |
| 4   | 2 de octubre de 1955     | Prague, Czechoslovakia    | Checoslovaquia       | 3–1       | 1955-60 Copa Internacional Europa Central          |
| 5   | 16 de octubre de 1955    | Budapest, Hungría         | Austria              | 6–1       | 1955-60 Copa Internacional Europa Central          |
| 6   | 13 de noviembre de 1955  | Budapest, Hungría         | Suecia               | 4–2       | Amistoso                                           |
| 7   | 29 de febrero de 1956    | Beirut, Lebanon           | Líbano               | 4–1       | Amistoso                                           |
| 8   | 29 de febrero de 1956    | Beirut, Lebanon           | Líbano               | 4–1       | Amistoso                                           |
| 9   | 12 de junio de 1957      | Oslo, Norway              | Noruega              | 1–2       | 1958 Clasificación para la Copa Mundial de la FIFA |
| 10  | 12 de junio de 1958      | Stockholm, Sweden         | Suecia               | 1–2       | 1958 Copa Mundial de la FIFA                       |
| 11  | 15 de junio de 1958      | Sandviken, Sweden         | Mexico               | 4–0       | 1958 Copa Mundial de la FIFA                       |
| 12  | 15 de junio de 1958      | Sandviken, Sweden         | Mexico               | 4–0       | 1958 Copa Mundial de la FIFA                       |
| 13  | 17 de junio de 1958      | Stockholm, Sweden         | Gales                | 1–2       | 1958 Copa Mundial de la FIFA                       |
| 14  | 14 de septiembre de 1958 | Chorzów, Polonia          | Polonia              | 3–1       | Amistoso                                           |
| 15  | 5 de octubre de 1958     | Zagreb, Yugoslavia        | Yugoslavia           | 4–4       | Amistoso                                           |
| 16  | 26 de octubre de 1958    | Bucharest, Romania        | Rumania              | 2–1       | Amistoso                                           |
| 17  | 23 de noviembre de 1958  | Budapest, Hungría         | Bélgica              | 3–1       | Amistoso                                           |
| 18  | 23 de noviembre de 1958  | Budapest, Hungría         | Bélgica              | 3–1       | Amistoso                                           |
| 19  | 19 de abril de 1959      | Budapest, Hungría         | Yugoslavia           | 4–0       | Amistoso                                           |
| 20  | 19 de abril de 1959      | Budapest, Hungría         | Yugoslavia           | 4–0       | Amistoso                                           |
| 21  | 25 de octubre de 1959    | Budapest, Hungría         | Suiza                | 8–0       | 1955–60 Copa Internacional Europa Central          |
| 22  | 25 de octubre de 1959    | Budapest, Hungría         | Suiza                | 8–0       | 1955–60 Copa Internacional Europa Central          |
| 23  | 25 de octubre de 1959    | Budapest, Hungría         | Suiza                | 8–0       | 1955–60 Copa Internacional Europa Central          |
| 24  | 25 de octubre de 1959    | Budapest, Hungría         | Suiza                | 8–0       | 1955–60 Copa Internacional Europa Central          |
| 25  | 8 de noviembre de 1959   | Budapest, Hungría         | Alemania Occidental  | 4–3       | Amistoso                                           |
| 26  | 8 de noviembre de 1959   | Budapest, Hungría         | Alemania Occidental  | 4–3       | Amistoso                                           |
| 27  | 29 de noviembre de 1959  | Florence, Italy           | Italia               | 1–1       | 1955–60 Copa Internacional Europa Central          |
| 28  | 5 de junio de 1960       | Budapest, Hungría         | Escocia              | 3–3       | Amistoso                                           |
| 29  | 30 de octubre de 1960    | Brussels, Belgium         | Bélgica              | 1–2       | Amistoso                                           |
| 30  | 30 de abril de 1961      | Rotterdam, Netherlands    | Países Bajos         | 3–0       | 1962 Clasificación para la Copa Mundial FIFA       |
| 31  | 7 de mayo de 1961        | Beograd, Yugoslavia       | Yugoslavia           | 4–2       | Amistoso                                           |
| 32  | 7 de mayo de 1961        | Beograd, Yugoslavia       | Yugoslavia           | 4–2       | Amistoso                                           |
| 33  | 28 de mayo de 1961       | Budapest, Hungría         | Gales                | 3–2       | Amistoso                                           |
| 34  | 28 de mayo de 1961       | Budapest, Hungría         | Gales                | 3–2       | Amistoso                                           |
| 35  | 10 de septiembre de 1961 | Berlin, Alemania del Este | Alemania Democrática | 3–2       | 1962 Clasificación para la Copa Mundial FIFA       |
| 36  | 8 de octubre de 1961     | Vienna, Austria           | Austria              | 1–2       | Amistoso                                           |
| 37  | 22 de octubre de 1961    | Budapest, Hungría         | Países Bajos         | 3–3       | 1962 Clasificación para la Copa Mundial FIFA       |
| 38  | 9 de diciembre de 1961   | Santiago, Chile           | Chile                | 1–5       | Amistoso                                           |
| 39  | 31 de mayo de 1962       | Rancagua, Chile           | Inglaterra           | 2–1       | 1962 Copa Mundial de la FIFA                       |
| 40  | 3 de junio de 1962       | Rancagua, Chile           | Bulgaria             | 6–1       | 1962 Copa Mundial de la FIFA                       |
| 41  | 3 de junio de 1962       | Rancagua, Chile           | Bulgaria             | 6–1       | 1962 Copa Mundial de la FIFA                       |
| 42  | 24 de junio de 1962      | Vienna, Austria           | Austria              | 2–1       | Amistoso                                           |
| 43  | 24 de junio de 1962      | Vienna, Austria           | Austria              | 2–1       | Amistoso                                           |
| 44  | 2 de septiembre de 1962  | Poznań, Poland            | Polonia              | 2–0       | Amistoso                                           |
| 45  | 7 de noviembre de 1962   | Budapest, Hungría         | Gales                | 3–1       | 1964 Clasificación Copa de Europa de Naciones      |
| 46  | 11 de noviembre de 1962  | Paris, Francia            | Francia              | 3–2       | Amistoso                                           |
| 47  | 11 de noviembre de 1962  | Paris, Francia            | Francia              | 3–2       | Amistoso                                           |
| 48  | 20 de marzo de 1963      | Cardiff, Wales            | Gales                | 1–1       | 1964 Clasificación Copa de Europa de Naciones      |
| 49  | 2 de junio de 1963       | Prague, Czechoslovakia    | Checoslovaquia       | 2–2       | Amistoso                                           |
| 50  | 25 de abril de 1964      | Paris, France             | Francia              | 3–1       | 1964 Clasificación Copa de Europa de Naciones      |
| 51  | 25 de abril de 1964      | Paris, France             | Francia              | 3–1       | 1964 Clasificación Copa de Europa de Naciones      |